# Ukrainska institutet i Sverige
Ukrainska Institutet i Sverige är en offentlig organisation grundad i Stockholm 2014 av den Ukrainsk-Svenska konsertpianisten Natalya Pasichnyk. Institutets uppdrag är att sprida Ukrainas kulturella arv och främja bättre förståelse och kunskap om Ukrainsk kultur och historia i Sverige.

## Historia

### Etablering och styrning
Ukrainska Institutet i Sverige grundades den 24 augusti 2014 av den Ukrainska etablerade klassiska konsertpianisten Natalya Pasichnyk.
Själva grundandet var ett privat initiativ utan statlig finansiering, men Ukrainska ambassaden i Stockholm och Ukrainska kulturministern Yevhen Nyshchuk gav sitt stöd till initiativet. Lanseringen firades med en stödkonsert för Ukraina på Confidencen 1:a september 2014.
1: a juli 2015 undertecknades en samarbetsdeklaration av Ukrainska Institutet i Sverige, Ukrainska ambassaden i Stockholm och Ukrainska kulturministeriet. Ytterligare en trepartsdeklaration signerades samma månad av Sverige, Ukrainska Institutet i Sverige och Ukrainska ambassaden i Stockholm.
Parterna lovade att främja Ukrainsk konst och kultur inom Sverige samt att underlätta kulturellt utbyte. Natalya Pasichnyk har lett institutet som direktör. Anastasia Klynova, ledare för Ukrainas professionella supportcenter, var tidigare institutets vice direktör.
2015 utvecklades Ukrainska Institutet i Sverige, som första ukrainsk-etablerade organisation, till att bli associerad medlem av European Union National Institutes of Culture (EUNIC), Stockholm kluster.
I december 2023 flyttade Ukrainska Institutet i Sverige sin verksamhet till Strömsborg.

### Aktiviteter
Ukrainska Institutet i Sverige stödjer Ukrainska artister och presenterar deras verk offentligt för världen. För detta ändamål har institutet organiserat och finansierat konserter, festivaler  , utställningar, filmförevisningar,  teaterturnéer och andra kulturella evenemang.
Under många år organiserade institutet The Nordic Ukrainan Film Festival. Institutet organiserade även Ukrainska språkkurser  för utländska studenter i samarbete med Ostroh Academy.
2023 anordnade Ukrainska Institutet i Sverige European Festival: Ukrainan spring, med medverkan av partners i EUNIC och i samarbete med Europeiska kommissionen. Festivalen avslutades med ett framträdande av Lviv National Symphony Orchestra under ledning av Yaroslav Shemet, det första framträdandet av en Ukrainsk symfoniorkester i Sverige.  
Andra upplagan av The European Festival: Ukrainan Spring var 24 april – 7 maj 2024, med stor final där den Lettiske stjärnviolinisten Gidon Kremer  och kammarorkestern Kremerata Baltica spelade.Den nya festivalens koncept presenterade Ukraina som en integrerad del i det allmänna Europeiska kulturarvet. 